# Gmina Lipinki Łużyckie
Die Gmina Lipinki Łużyckie ist eine Landgemeinde im Powiat Żarski der Woiwodschaft Lebus in Polen. Ihr Sitz ist das gleichnamige Dorf (deutsch Linderode) mit etwa 1600 Einwohnern.

## Geographie
Die Gemeinde liegt im Südwesten der Woiwodschaft, etwa in der Mitte des Powiats. Die Kreisstadt Żary (Sorau) liegt etwa sechs Kilometer östlich.

## Wappen
Beschreibung: Im vorn Silber gespaltenen und hinten in Grün und Rot geteilten Wappen ist ein grünes Lindenblatt und hinten eine goldene Kornähre.

## Gliederung
Zur Landgemeinde (gmina wiejska) Lipinki Łużyckie gehören folgende zehn Dörfer (deutsche Namen bis 1945) mit einem Schulzenamt (solectwo)
- Boruszyn (Eckartswalde)
- Brzostowa-Sieciejów (Brestau, Schönaich)
- Cisowa (Zeisdorf)
- Górka (Gurkau)
- Grotów (Gräfenhain)
- Lipinki Łużyckie (Linderode)
- Pietrzyków (Pitschkau)
- Piotrowice (Klein Petersdorf)
- Suchleb (Zukleba, 1937–1945 Steinfelde)
- Zajączek-Tyliczki (Haasel, Tielitz)

## Persönlichkeiten
- Alexander von François (1813–1861), Landrat des Kreises Demmin, geboren in Eckartswalde
- Oskar Jänicke (1839–1874), Lehrer und Mediävist, geboren in Pitschkau.